# Качкашурское (сельское поселение)
Качкашу́рское — упразднённое муниципальное образование со статусом сельского поселения в составе Глазовского района Удмуртии. Площадь поверхности — 82,6 км².
Административный центр — деревня Качкашур.
Законом Удмуртской Республики от 29.04.2021 № 38-РЗ упразднено в связи с преобразованием муниципального района в муниципальный округ.

## Население
| 2010  | 2012  | 2013  | 2014  | 2015  | 2016  | 2017  |
| ----- | ----- | ----- | ----- | ----- | ----- | ----- |
| 1213  | ↗1221 | ↗1243 | ↗1264 | ↘1254 | ↗1260 | ↘1245 |
| 2018  | 2019  | 2020  |       |       |       |       |
| ↘1223 | →1223 | ↗1227 |       |       |       |       |

## Состав
В состав сельского поселения входят 9 населённых пунктов:.
- деревня Качкашур
- деревня Большой Лудошур
- населённый пункт Дома 1168 км
- населённый пункт Дома 1169 км
- населённый пункт Дома 1173 км
- деревня Лекшур
- деревня Малый Лудошур
- деревня Семёновский
- деревня Умск